# 吴鸿适
吴鸿适（1922年—），男，安徽歙县人，中国电磁场与微波技术专家，曾任西北电讯工程学院教授、博士生导师。